# ششتمد
شِشتَمَد شهری در غرب استان خراسان رضوی در شرق ایران است. این شهر مرکز شهرستان ششتمد است. آرامگاه ابوالحسن زید بیهقی یکی از مناطق گردشگری ششتمد است.

## جمعیت
بر پایه سرشماری عمومی نفوس و مسکن در سال ۱۳۹۵ جمعیت این شهر ۳٬۱۰۸ نفر (در ۹۲۰ خانوار) بوده است.

## تبدیل به شهر و شهرستان
بر اساس مصوبه هیئت وزیران در تاریخ ۱۲ خرداد ۱۳۷۸، روستای ششتمد مرکز بخش ششتمد به عنوان شهر شناخته شد و در سال ۱۳۹۹ به شهرستان تبدیل شد.

## فرهنگ و مذهب
مردم ششتمد به زبان فارسی خراسانی با گویش سبزواری صحبت می‌کنند.مردم این شهر شیعه مذهب هستند.
جشن سده یکی از آیین‌های کهن بومی در منطقه ششتمد است که از دیرباز به یادگار مانده و در ششتمد در نیمه نخست بهمن ماه به مدت سه شب، همزمان با روز مهرایزد برپا می‌شود.
در در محله بیهق ششتمد، برای برپایی جشن سده برخی از آیین‌ورزان کهنسال همچون زمان گذشته در مکانی مشخص آتشی بزرگ را فراهم می‌کنند و با سرود خوانی به جشن و پایکوبی می‌پردازند. ایرانیان باستان اعتقاد داشتند با برافروختن آتش، درون زمین گرم می‌شود و با کوچ زمستان زندگی بار دیگر به زمین روی می‌نماید.
در قدیم، برای یک سال دو فصل بهار و زمستان در نظر گرفته می‌شد که جشن سده و چله از جمله جشن‌های زمستانی بود که ۵۰ روز مانده به نوروز و ۱۰۰ روز مانده به برداشت غله شروع می‌شد. به فاصله ۲۰۰ متری جنوب گورستان گبری ششتمد روی تپه خس و خاشاک اطراف جمع می‌کردند و با خواندن این شعر «آی سده آی سده پنجاه به نوروز صد به غله» نوید نوروز و برداشت بهار را می‌دادند. این مردم معتقد بودند که خرم به زمین آمده و زمین از درون گرم شده است. شیوه برافروختن آتش به این شکل است که سیم‌های فلزی با نخ و بوته هیزم به هم متصل می‌کنند و گوی آتش را پرتاب می‌کنند.
در آن شب مردم آش نذری می‌دهند و خاکستری از آتش بر جا می‌ماند. اگر آن شب باران می‌آمد و خاکسترها هم به پای گوسفند خورده بود، این اتفاق را به فال نیک می‌گرفتند و اعتقاد داشتند سال پر بارانی خواهد بود.
در منطقه ششتمد دو گورستان مربوط به اواخر حکومت اشکانیان و عصر ساسانیان کشف شده که دیرینگی آن حدود ۱۸۰۰ تا ۲۰۰۰ سال قبل است و مربوط به زمانی است که مردم منطقه به آیین زرتشتی اعتقاد داشته‌اند.

## اقتصاد
شهرستان ششتمد یکی از مناطق فعال در حوزه کشاورزی و دام‌پروری در غرب استان خراسان رضوی است. این شهرستان با برخورداری از ۱۲۰ واحد فعال در زمینه مرغ گوشتی، مرغ مادر و جوجه یک‌روزه، رتبه چهارم استان خراسان رضوی در تولید گوشت سفید را داراست. افزون بر این، ششتمد از قطب‌های بسته‌بندی و فرآوری محصولات کشاورزی در استان به‌شمار می‌آید و محصولات خام کشاورزی از دیگر مناطق به این شهرستان ارسال و در قالب مشاغل خانگی بسته‌بندی و به سراسر کشور عرضه می‌شود.
در حوزه کشاورزی، پنبه از محصولات غالب بهاره شهرستان است که در سطحی حدود ۲۰۰۰ هکتار و در ارقام مختلف کشت می‌شود. همچنین زعفران از دیگر محصولات مهم منطقه به‌شمار می‌رود و حدود ۱۱۰۰ هکتار از اراضی به آن اختصاص دارد. ششتمد در زمینه دام‌پروری نیز فعال است و حدود ۱۴۵ هزار رأس دام سبک و ۱۲۰۰ رأس دام سنگین در آن پرورش می‌یابد.